# La plancha
La plancha fue un programa de televisión chileno basado en Sketchs y comedia de situación de trasnoche, transmitido durante 2002 por el canal Mega y creado por la productora Kike-21. 

## Historia
Con el proceso de modernización de las parrillas programáticas de los canales de televisión a inicios de la década de 2000, el canal de televisión Mega había contratado a la productora externa Kike-21, propiedad de Kike Morandé, para que produjera programas de televisión. De este proceso nace Morandé con compañía un programa de horario estelar; es además durante este tiempo, cerca de abril de 2002, cuando se crea el programa de trasnoche La plancha. El surgimiento de este espacio nace de la necesidad de tener un programa que aproveche los altos índices de audiencia —de hasta 80 puntos— que Morandé con compañía dejaba al terminar.
El programa recibe cierto grado de éxito, aun teniendo sus apariciones en horario de madrugada, luego de Morandé con compañía o de Cero horas, el noticiario de medianoche de Mega. El programa estuvo originalmente pensado para que durase hasta junio de ese mismo año, pero se extendió hasta septiembre. El programa era conducido por en aquel entonces actriz Marisela Santibáñez, quien había tomado el trabajo para descansar un tiempo de la actuación.
Aún con su éxito, el programa terminó su ciclo debido a que contaba con pocos auspiciadores. Durante un tiempo se consideró su renovación.

## Concepto
El programa contó con una temporada, con un formato de videoclips, en donde Marisela Santibáñez —la animadora— del espacio, presentaba cortos videos situacionales de comedia en donde actores representaban situaciones en las que el desenlace generaba vergüenza.

### referencias
1. 1 2  David Pro. «PROGRAMACIÓN | Televisión Abierta en 2002». Fotech - Foro de Televisión y Espectáculos de Chile. Consultado el 18 de abril de 2021.
2. 1 2 3 4  Patricio - Las Últimas Noticias. «Se Despide LA PLANCHA (Incluye Fotos)». FOTECH. Consultado el 18 de abril de 2021.
3. ↑  CABEZAS, ESTELA (25 de mayo de 2002). «Dos figuras de "Morandé con Cía." tendrán su propio programa en Mega». El Mercurio.
4. ↑  CHANDÍA, FRANCISCA; GUTIÉRREZ, SOLEDAD (14 de junio de 2002). «Tres nuevas productoras intentan abrirse camino en la televisión y el cine». El Mercurio.
5. ↑  El Mercurio (06-04-2002). «Morandé alarga la noche en TV». El Mercurio.
6. ↑  El Mercurio (15 de diciembre de 2002). «LOS HITOS». El Mercurio.
7. ↑  El Ojo Pródigo (03-05-2002). «"La plancha"». El Mercurio.
8. ↑  AsiHablamos.com - El Diccionario Latinoamericano. «Plancha». www.asihablamos.com. Consultado el 18 de abril de 2021.